# Tokugawa-en

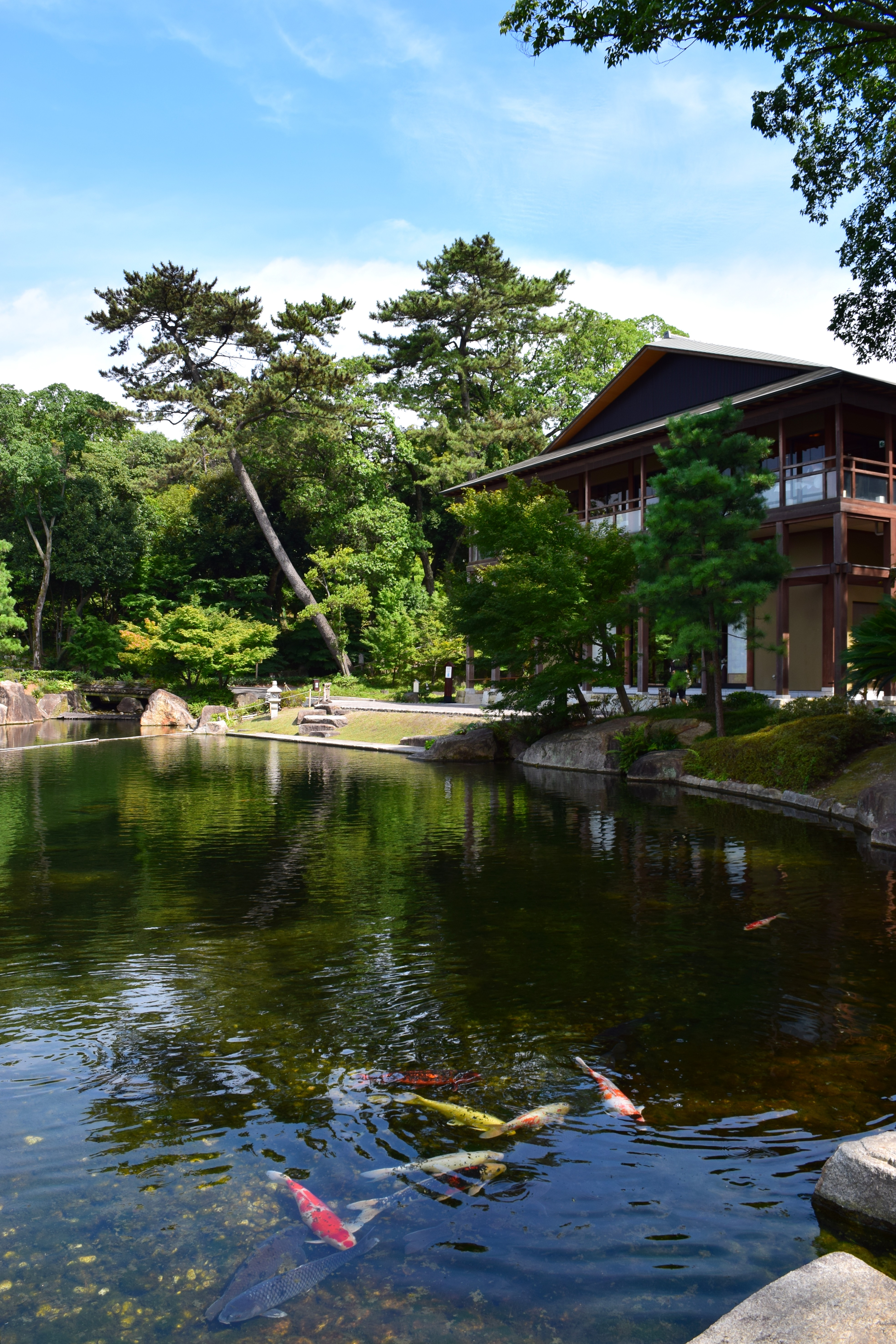
Drachenberg-See mit Kansen-Pavillon

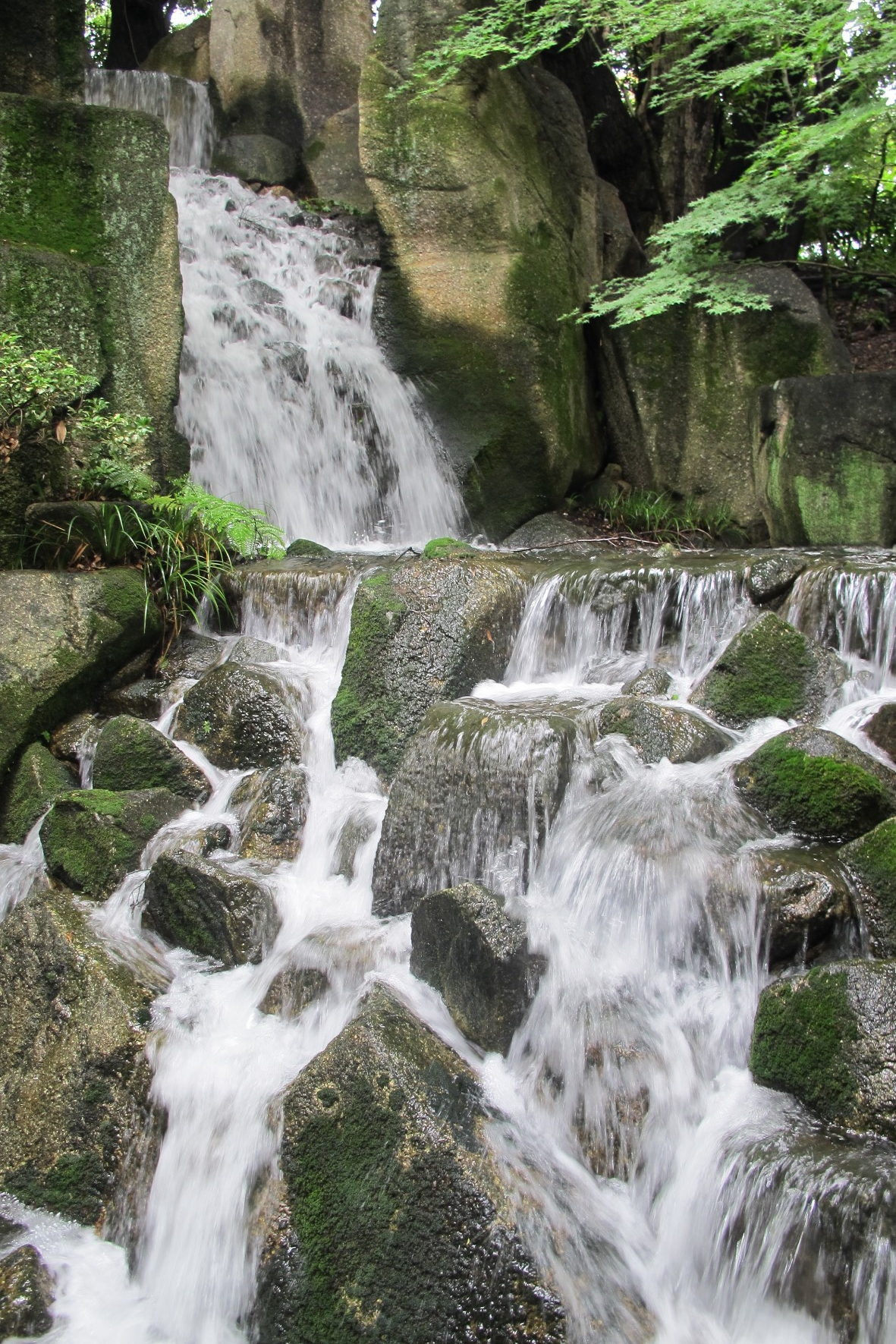
Ōzone-Wasserfall (oben)

Der Tokugawa-en (japanisch 徳川園, Tokugawa-en) ist ein Japanischer Wandelgarten
aus der Edo-Zeit in Nagoya, Japan.

## Geschichte
Der etwa 3 km von der Burg Nagoya entfernte Tokugawa-en wurde vom zweiten Oberhaupt des Owari-Zweiges der Tokugawa, Tokugawa Mitsutomo (徳川光友; 1625–1700), 1695 als Altersresidenz angelegt und mit Bezug auf den Namen der Gegend „Ōzone-Residenz“ (大曽根屋敷, Ōzone-yashiki) genannt. Die Residenz lag auf einem damals 44 ha großen Grundstück, dessen Gewässer groß genug war für 16 Boote gleichzeitig. Nach Mitsutomos Tod wurde das Gelände von den Vasallen Naruse, Ishigawa und Watanabe genutzt, bis dann 1889 die Tokugawa-Familie das Grundstück wieder selber nutzte. 1931 schenkte der das 19. Oberhaupt, Tokugawa Yoshichika (徳川義親; 1886–1976), die Residenz und den Garten der Stadt Nagoya, die einige Instandsetzungen vornahm und den Garten im folgenden Jahr der Öffentlichkeit zugänglich machte.
Im Zweiten Weltkrieg ging bei Luftangriffen die Residenz und ein Teil des Baumbestandes verloren. Nach dem Kriege wurde der Park, der Zeit angepasst, wiederhergestellt, dann ab 2001 noch einmal überarbeitet und ab 2004 wieder geöffnet.

## Beschreibung
Der Garten hat eine Ostwest-Ausdehnung von etwa 200 m. (Die Nummerierung bezieht sich auf nebenstehenden Plan-)

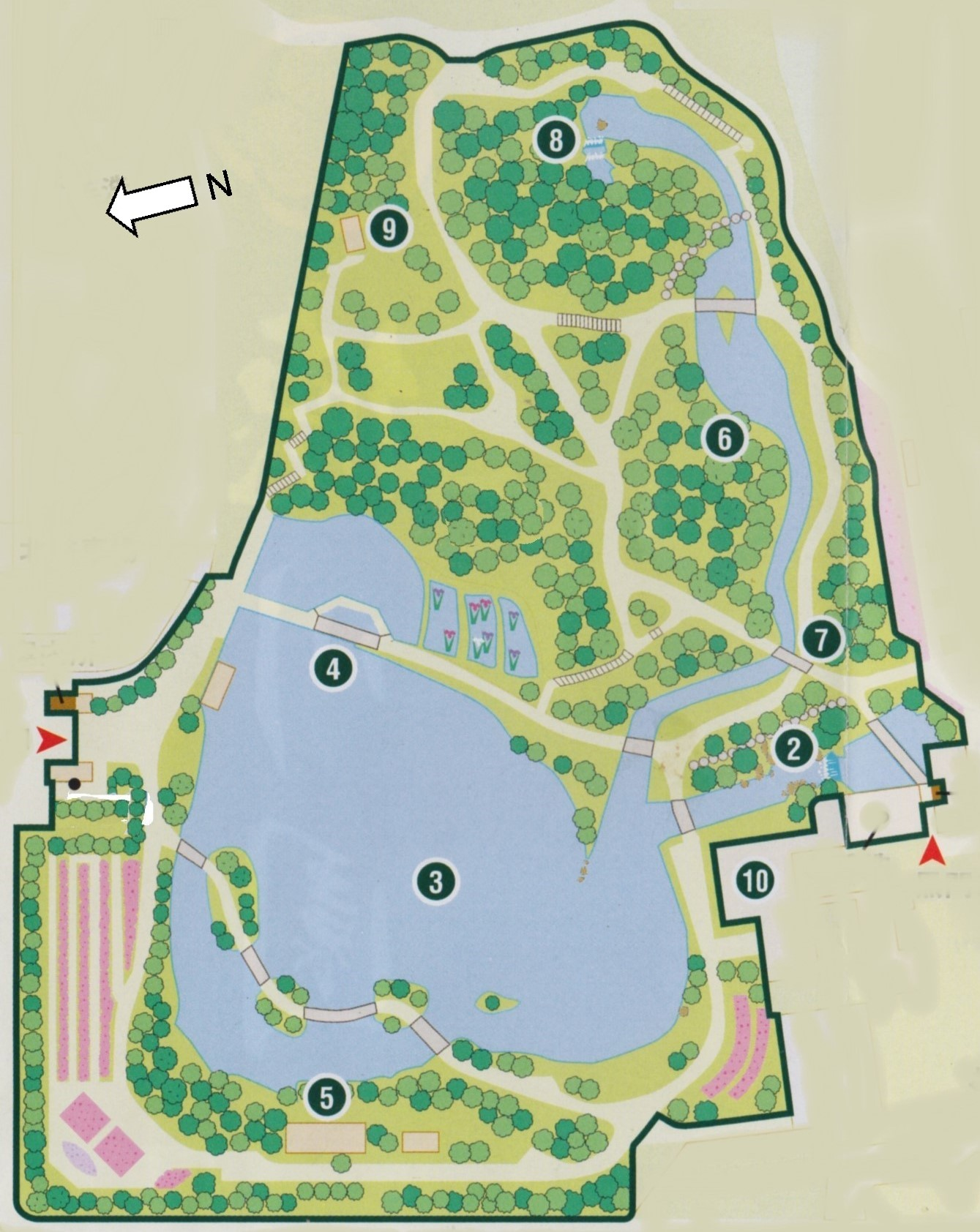
Plan des Tokugawa-en

1. Das Schwarze Tor (黒門, Kuromon), außerhalb des Plans, wurde 1900 ausgeführt und zwar in Form eines Yakui-Tores. Es überstand als eine der Ausnahmen die Bombardierung im Zweiten Weltkrieg.
2. Drachentor-Wasserfall (龍門の瀧, Ryūmon-no-taki), auch 龍門瀑 geschrieben, soll mit Steinen aus der Nebenresidenz der Owari in Edo am Toyama-Hügel angelegt worden sein.
3. Der Drachenberg-See (龍仙湖, Ryūsen-ko), fast die Hälfte des Parks umfassend, ist von großen Steinen eingefasst.
4. Der Westsee-Damm (西湖提, Seiko-tei) zitiert den Damm über den Westsee bei Hangzhou (China).
5. Der Zuiryū-Pavillon (瑞龍亭, Zuiryū-tei), ein Pavillon für die Teezeremonie, ist benannt nach dem posthumen Namen Mitsutomos, Zuiryū-in.
6. Der Tiger-Schwanz (虎の尾, Tora-no-o) ist ein geschwungener Wasserlauf, der im Drachenberg-See endet.
7. Die Tigerberg-Brücke (虎仙橋, Kosenkyō) überquert den Wasserlauf am unteren Ende.
8. Der Ōzone-Wasserfall (大曽根の瀧, Ozone-no-taki) befindet sich am Anfang des Wasserlaufes. Das Wasser fällt, von der höchsten Erhebung des Parks kommend, über drei Stufen 6 m herab.
9. Die Shisui-Klause (四睡庵, Shisui-an) ist von Pflaumenbäumen umgeben. Der Name, etwa „Vier Schlafende“, bezieht sich auf eine Zen-Geschichte mit den Personen Shengan (豊干), Hanshan (寒山) und Shide (拾得), die schlafen, während sich ein Tiger nähert.
10. Der Kansen-Pavillon (観仙楼, Kansen-rō) ist ein dem Stil des Parks angepasstes modernes Gebäude, das ein Restaurant, einen Saal und einen Laden enthält.

## Bildauswahl

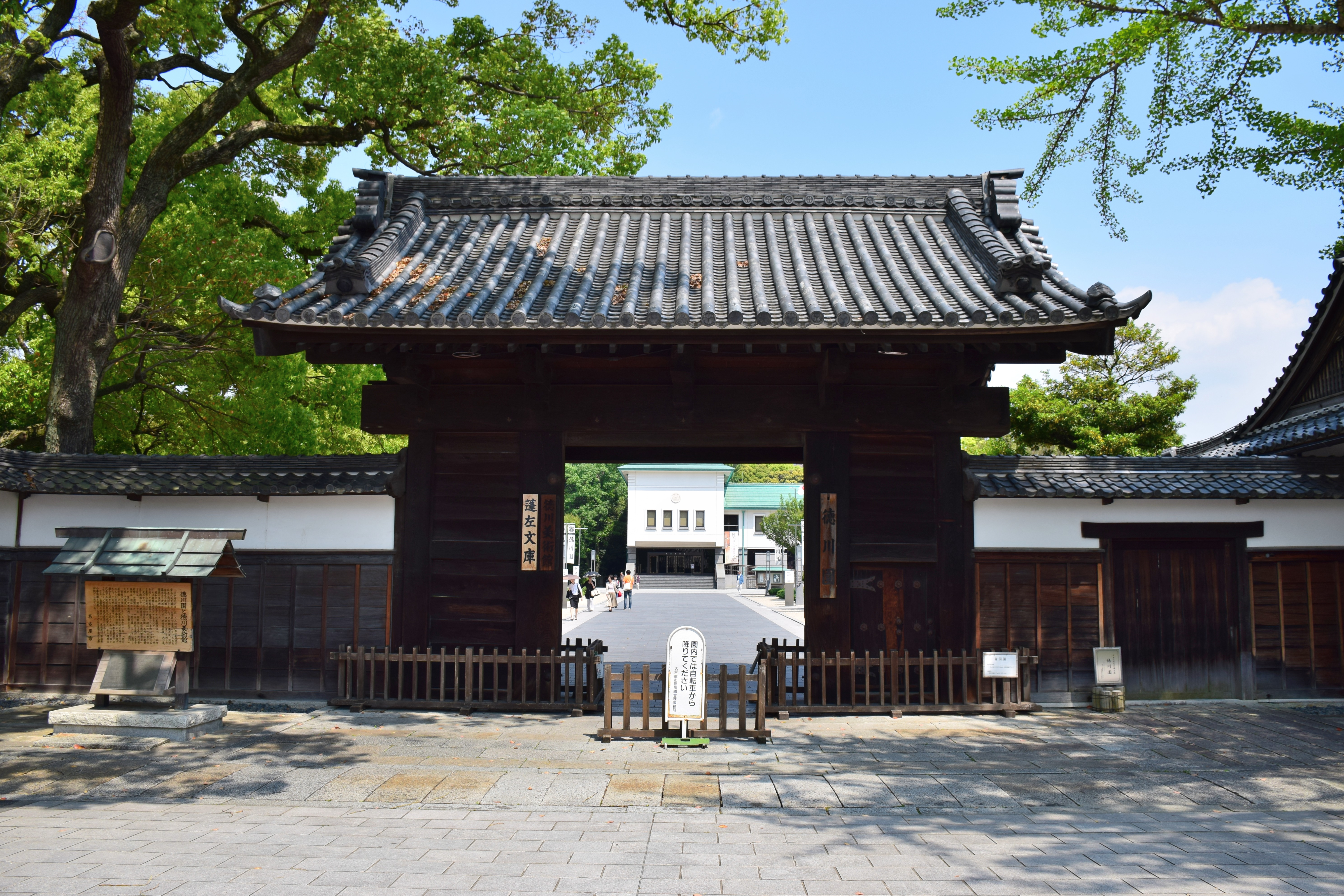
Schwarzes Tor
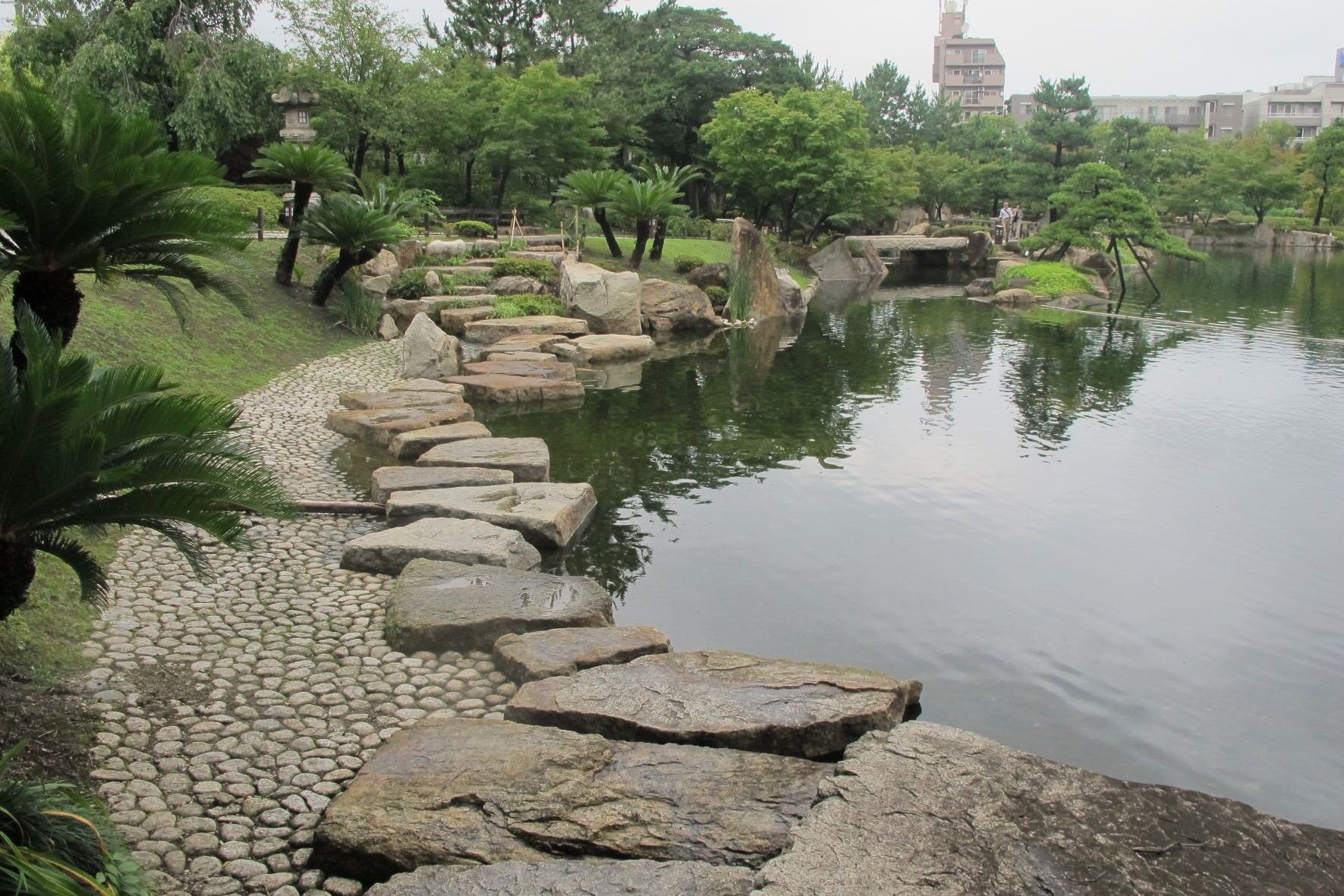
Seeufer
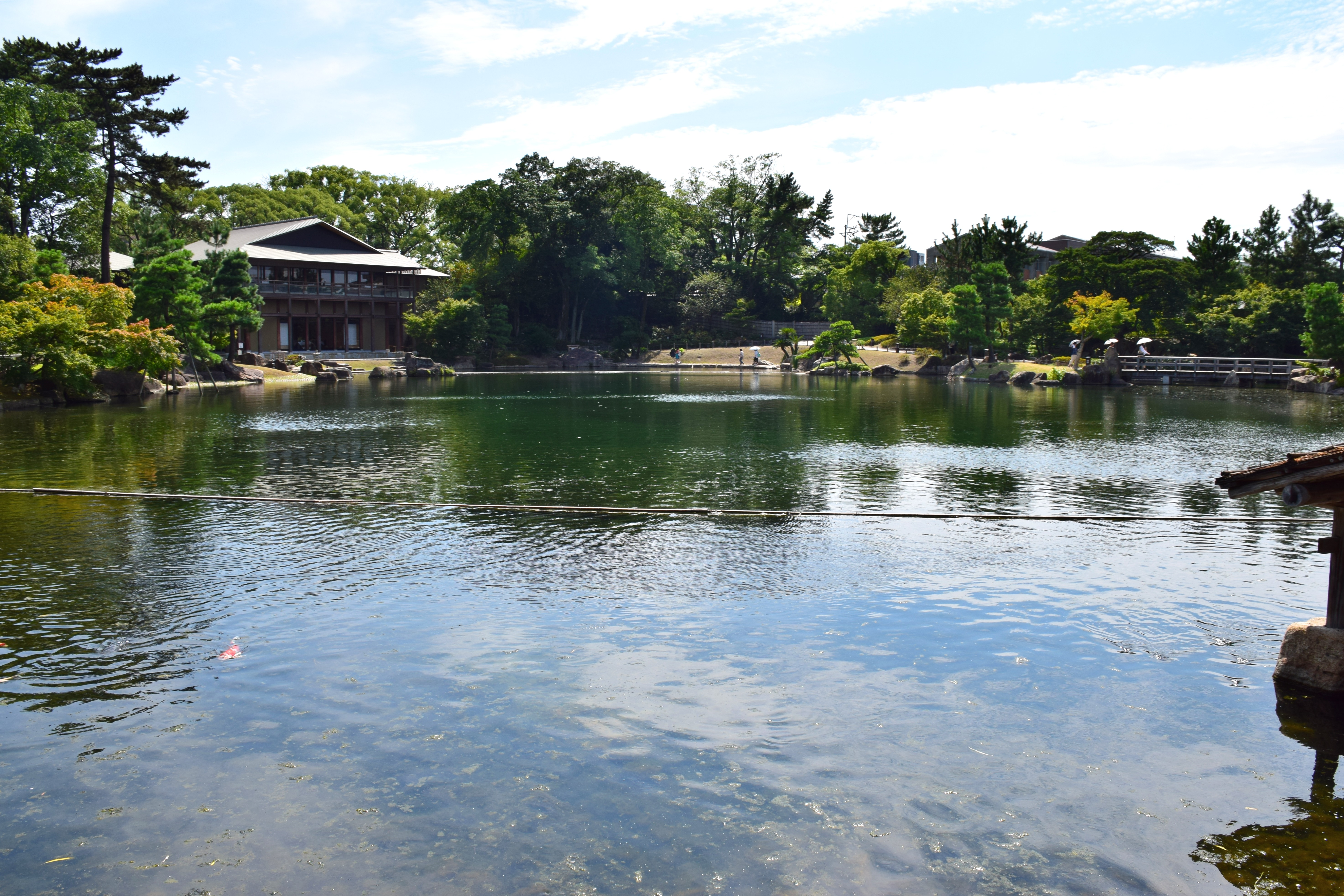
Damm im Westsee
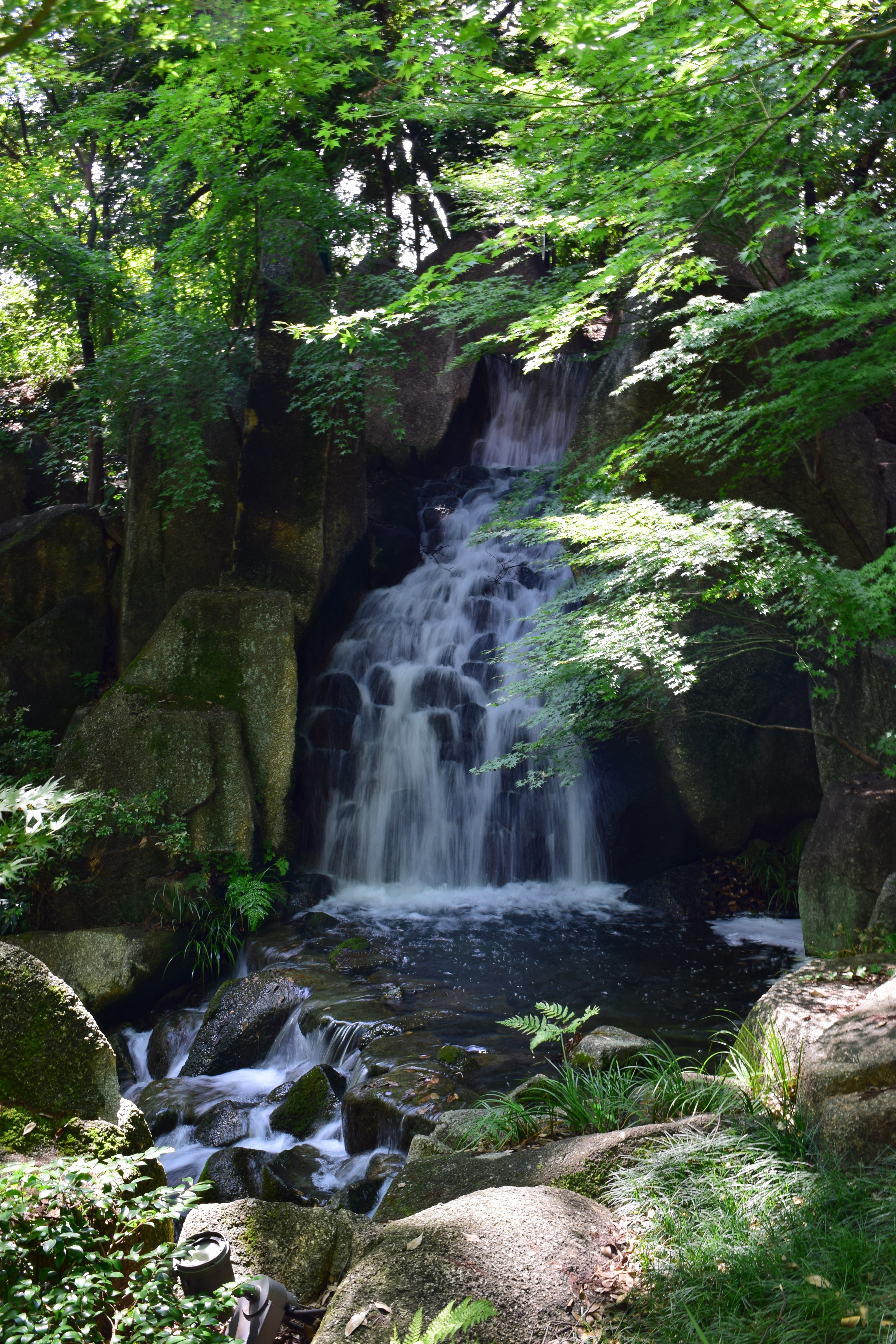
Ōzone-Wasserfall (unten)
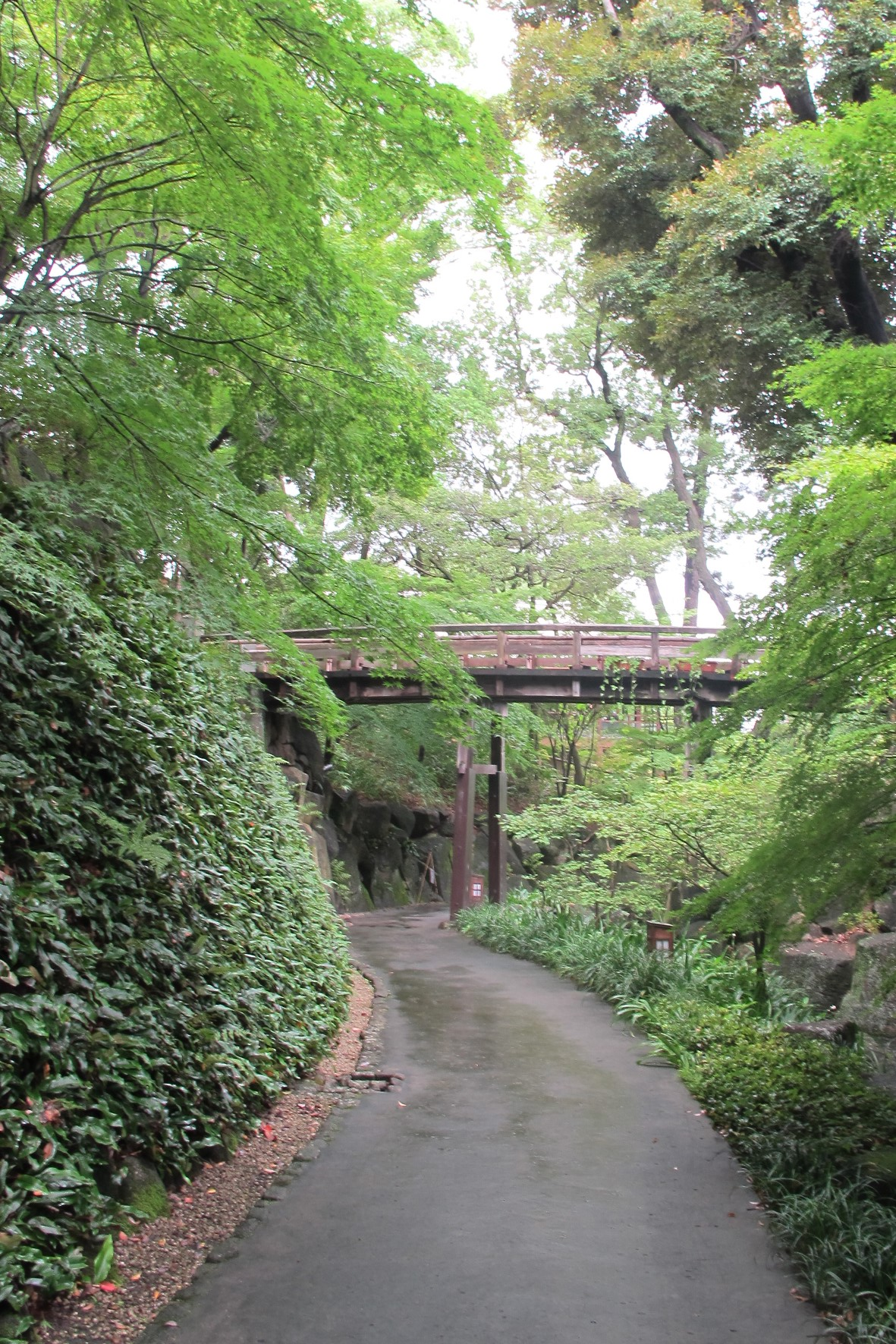
Tigerberg-Brücke
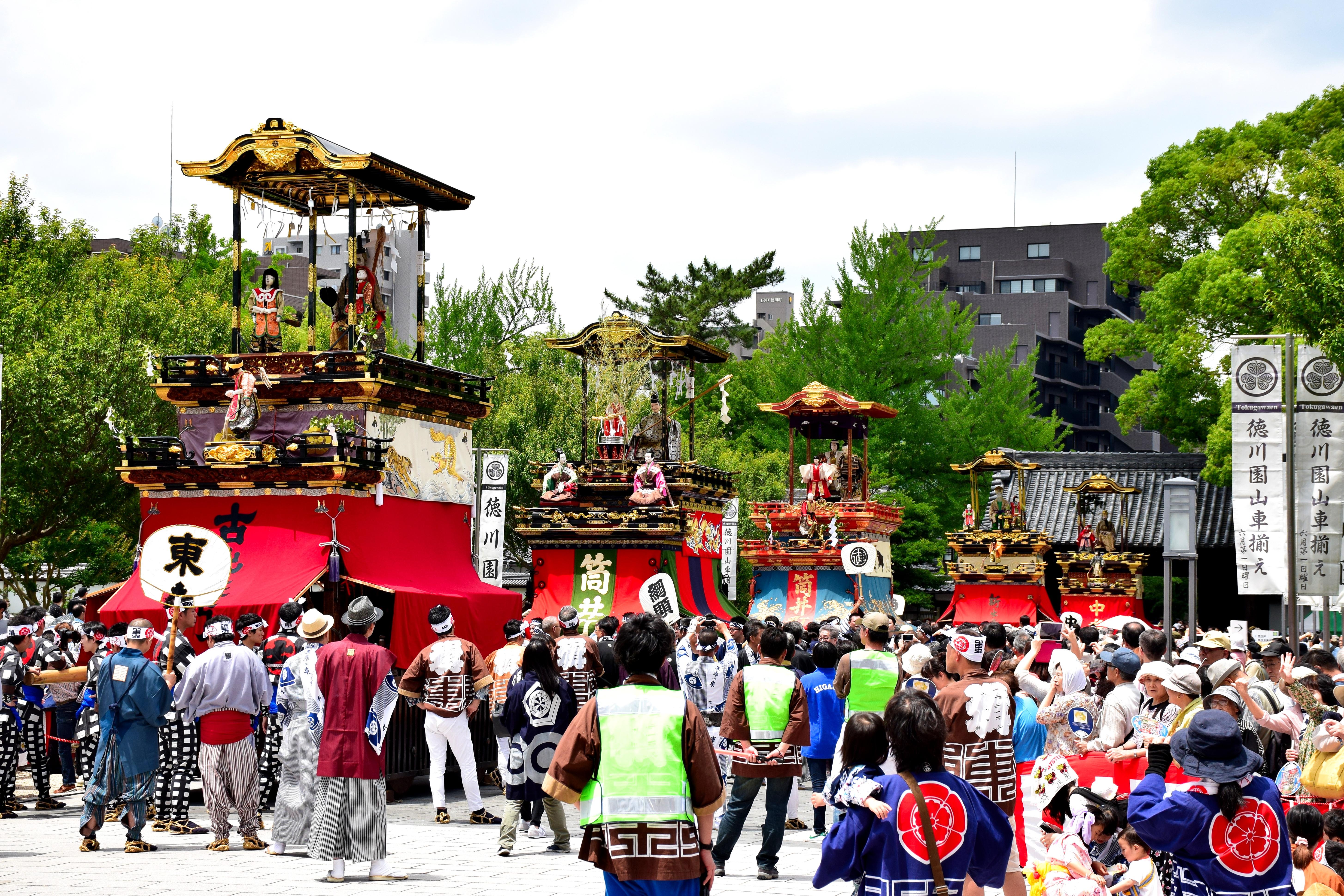
Festautofest